# Stockach (Maierhöfen)
Stockach (westallgäuerisch: im Schdokhach doba) ist ein Gemeindeteil der Gemeinde Maierhöfen im bayerisch-schwäbischen Landkreis Lindau (Bodensee).

## Geographie
Die Einöde liegt circa 1,5 Kilometer östlich des Hauptorts Maierhöfen und zählt zur Region Westallgäu. Östlich des Orts liegt Simmerberg im Stadtgebiet von Isny im Allgäu in Baden-Württemberg. Südöstlich liegt die Iberger Kugel.

## Ortsname
Der Ortsname bezieht sich auf das Wort stoc-ahi, das eine Kollektivbildung des mittelhochdeutschen Worts stoc für Baumstumpf bildet. Eine andere Theorie sieht den ursprünglichen Ortsnamen ze den stoken für zu den Stöcken vor, der später falsch verschriftlicht wurde.

## Geschichte
Stockach wurde erstmals im Jahr 1250 als Stokach urkundlich erwähnt. 1775 fand die Vereinödung in Stockach mit acht Teilnehmern statt. Der Ort gehörte einst dem Gericht Grünenbach in der Herrschaft Bregenz an.

## Wirtschaft
In Stockach befindet sich ein Feriendorf mit 115 Bungalows und einem Hotel.